# Thompsonville (Míchigan)
Thompsonville es una villa ubicada en el condado de Benzie en el estado estadounidense de Míchigan. En el Censo de 2010 tenía una población de 1690 habitantes y una densidad poblacional de 0,65 personas por km².

## Geografía
Thompsonville se encuentra ubicada en las coordenadas 44°31′12″N 85°56′17″O / 44.52000, -85.93806. Según la Oficina del Censo de los Estados Unidos, Thompsonville tiene una superficie total de 2582.22 km², de la cual 2579.62 km² corresponden a tierra firme y (0.1%) 2.59 km² es agua.

## Demografía
Según el censo de 2010, había 1690 personas residiendo en Thompsonville. La densidad de población era de 0,65 hab./km². De los 1690 habitantes, Thompsonville estaba compuesto por el 24.73% blancos, el 0.06% eran afroamericanos, el 0.65% eran amerindios, el 0.06% eran asiáticos, el 0% eran isleños del Pacífico, el 0.06% eran de otras razas y el 0.53% pertenecían a dos o más razas. Del total de la población el 0.36% eran hispanos o latinos de cualquier raza.